# Науал Ал Зогби
Науал ал-Зогби (на арабски: نوال الزغبي) е ливанска певица.

## Биография
Рожденото и име е Науал Джордж ал-Зогби. Науал е най-голямото дете в семейството си. Тя има 3 братя и сестра.
Науал започва да пее от ранна детска възраст, въпреки че нейното семейство се противопоставя на мечтата и да стане певица. Впоследствие роднините и променят своето мнение, когато разбират колко сериозни са нейните амбиции и способности в тази посока.
Омъжена е за Ели Диб. Има 3 деца: дъщеря Тиа (родена през 1999 година) и двама сина – близнаците Джорджи и Джой (родени през 2004 година). Науал е посветила песента „Тиа“ на дъщеря си. Също така има малка продуцентска фирма „Tia Productions“, която е наречена на дъщеря и.

## Дискография
- Wehyati Andak (1992)
- Ayza El Radd (1994)
- Balaee Fi Zamany (1995)
- Habeit Ya Leil (1997)
- Mandam Aleik (1998)
- Maloum (1999)
- El Layali (2000)
- Tool Omri (2001)
- Elli Tmaneito (2002)
- Eineik Kaddabeen (2004)
- Yama Alou (2006)